# Эгилопс
Эгило́пс, или Коле́нница (лат. Aégilops) — род однолетних трав семейства Злаки, или Мятликовые (Poaceae). 
Ближайший сородич пшеницы, распространён по всему Средиземноморью, естественный ареал доходит до районов Центральной Азии. Произрастает на бедных почвах в степях и полупустынях, встречается по сухим склонам и вдоль дорог. Часто становится сорняком, расселяясь среди посевов злаковых культур..

## Описание
Стебель прямостоящий, около 50 см высотой.
Листья около 5 мм шириной с обеих сторон покрыты рассеянными волосками.
Соцветие формируется в колос, во время созревания зёрен опадает целиком или разламывается на отдельные членики.
Колоски —5-цветковые узкие, посажены на ось колоса поодиночке. Колосковые чешуи с 7—13 выступающими жилками, но без ясного киля, на верхушке как бы
обрубленные, с 1—5 длинными остями.

## Значение и применение

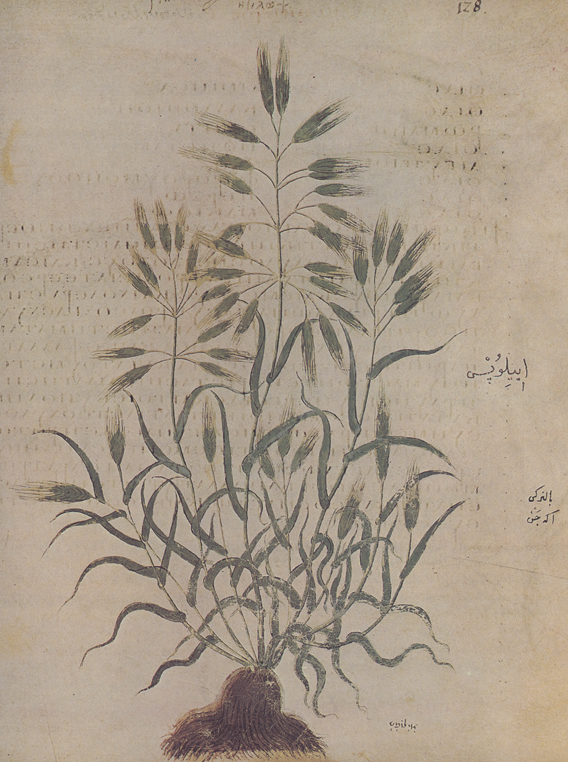
Эгилопс (Венский Диоскорид, Византия, VI век)

Используется как пастбищный корм скота, может идти на сено.
Эгилопс цилиндрический (Aegilops cylindrica) хорошо поедается скотом, может заготавливаться для сена.
Три из десяти известных диплоидных видов эгилопса в условиях естественной гибридизации скрестились с двумя диплоидными дикими видами пшеницы, в результате чего появились высокоурожайные тетраплоидпые и гексаплоидные виды, которые известны как важнейшие продовольственные культуры — пшеницы мягких и твёрдых сортов. 
Некоторые виды из данного рода злаков являются носителями ряда ценных в сельскохозяйственном отношении признаков, которые могут использоваться при искусственной гибридизации с культурными сортами пшеницы.

## Таксономия
Aegilops L., Species Plantarum 2: 1050. 1753. 

### Синонимы
В синонимику рода входят следующие названия:
- Aegicon Adans.
- Aegilemma Á.Löve
- Aegilonearum Á.Löve
- Aegilopodes Á.Löve
- Chennapyrum Á.Löve
- Comopyrum (Jaub. & Spach) Á.Löve
- Cylindropyrum (Jaub. & Spach) Á.Löve
- Gastropyrum (Jaub. & Spach) Á.Löve
- Kiharapyrum Á.Löve
- Orrhopygium Á.Löve
- Patropyrum Á.Löve
- Perlaria Heist. ex Fabr.
- Sitopsis (Jaub. & Spach) Á.Löve

### Виды
Известно около 25 видов, произрастающих на территории Евразии. В странах бывшего СССР отмечено 11 видов, встречающихся в Юго-Восточной Европе, на Кавказе и в Средней Азии. В центральной России один вид  — Эгилопс цилиндрический (Aegilops cylindrica).
Список видов:
- Aegilops bicornis (Forssk.) Jaub. & Spach
- Aegilops caudata L.
- Aegilops columnaris Zhuk. — Эгилопс колончатый
- Aegilops comosa Sm.
- Aegilops crassa Boiss. — Эгилопс толстый
- Aegilops cylindrica Host — Эгилопс цилиндрический
- Aegilops geniculata Roth — Эгилопс коленчатый
- Aegilops × insulae-cypri H.Scholz
- Aegilops juvenalis (Thell.) Eig — Эгилопс жювенальский
- Aegilops kotschyi Boiss. — Эгилопс Кочи
- Aegilops × leveillei Sennen & Pau
- Aegilops longissima Schweinf. & Muschl.
- Aegilops lorentii Hochst.
- Aegilops mutica Boiss.
- Aegilops neglecta Req. ex Bertol.
- Aegilops peregrina (Hack.) Maire & Weiller
- Aegilops searsii Feldman & Kislev
- Aegilops sharonensis Eig
- Aegilops speltoides Tausch
- Aegilops tauschii Coss. — Эгилопс Тауша
- Aegilops triuncialis typus[6] — Эгилопс трёхдюймовый
- Aegilops umbellulata Zhuk. — Эгилопс зонтичковидный
- Aegilops uniatistata Vis.
- Aegilops vavilovii (Zhuk.) Chennav.
- Aegilops ventricosa Tausch